# Nagygeresd
Nagygeresd é um município da Hungria, situado no condado de Vas. Tem 9,4 km² de área e sua população em 2015 foi estimada em 284 habitantes.